# Harry Potter și Ordinul Phoenix
Harry Potter și Ordinul Phoenix este al cincilea volum din seria Harry Potter, aparținând scriitoarei J. K. Rowling. Este cea mai lungă carte din întreaga serie, și a apărut pe 21 iunie 2003. Romanul urmărește eforturile lui Harry în al cincilea an la Hogwarts, incluzând confruntarea cu Cap-de Mort, examenele N.O.V., dragostea adolescentină, și un Minister al Magiei care îi blochează dezvoltarea. Filmul a apărut în 2007, iar cartea in 2004.

## Rezumat
Harry Potter creează o vrajă Patronus când este atacat împreună cu vărul său Dudley Dursley de dementori, lucru care îi poate aduce exmatricularea. Membrii Ordinului Phoenix sosesc la scurt timp după aceea pentru a-l duce pe Harry la cartierul lor general, unde se alătură familiei Weasley, Hermionei Granger, și nașului său, Sirius Black. El află că lordul Cap-de-mort adună o armată pentru a recupera o "armă". Între timp, datorită mărturiei lui Albus Dumbledore și a vecinei sale, Arabella Figg, este achitat de toate acuzațiile pentru folosirea nepermisă a magiei.
La Hogwarts, un nou profesor a fost numit, în persoana lui Dolores Umbridge, numită de Minister pentru a ține sub control școala. Materia este schimbată, fiind predată doar teoria impusă de minister, și nu lucrurile practice de care ar avea elevii nevoie. Ea este numită ulterior inchizitor, impunând reguli stricte și pedepse aspre. Autoritatea ei se extinde și asupra profesorilor, ea concediind-o pe Trelawney și amenințându-l pe Hagrid cu același lucru.
Harry are coșmaruri, în care se visează un șarpe care îl atacă pe tatăl lui Ron. Pentru a-l apăra, Dumbledore îl pune pe Severus Snape să-i predea lui Harry oclumanția, care îl va proteja, însă animozitatea dintre cei doi nu le permite să își ducă lecțiile la bun sfârșit.
Pentru că lecțiile predate la școală le sunt inutile, Harry, la sfatul Hermionei, le predă elevilor cercetași, astropufi și ochi-de-șoim tactici de apărare împotriva magiei negre. Grupul lor clandestin este numit "Armata lui Dumbledore". Ei sunt în cele din urmă descoperiți, dar Dumbledore își asumă responsabilitatea, și apoi fuge, pentru a evita arestarea.
Umbridge devine noua directoare a Hogwarts, și îl concediază pe Hagrid. Lipsa ei de popularitate îi face pe Fred și George să se revolte și creează haos în școală.
Harry are o viziune în care Sirius era torturat la Ministerul Magiei, și încearcă să îl contacteze pe acesta, dar este prins. Umbridge dezvăluie apoi că ea e cea care i-a trimis pe dementori care să-l atace pe Harry, și se pregătește să folosească blestemul Cruciatus împotriva lui. Hermione însă se declară gata să îi arate unde este ascunsă presupusa armă a lui Dumbledore, din Pădurea interzisă. Ea, Harry și Umbridge merg în pădure, unde îi întâlnesc pe centauri. Umbridge îi insultă, și este răpită de aceștia, iar Hermione și Harry scapă, și împreună cu tovarășii din Armata lui Dumbledore, Ginny, Neville și Luna, zboară spre Ministerul Magiei pe thestralii școlii.
La Minister, ei sunt atacați de Devoratorii morții. Când aproape sunt înfrânți, sosesc membrii Ordinului Phoenix. În bătălia ce urmează, profeția pe care o căuta Cap-de-Mort este distrusă. Sirius este ucis de verișoara sa, Bellatrix Lestrange.
Devoratorii morții sunt cu toții capturați, cu excepția lui Bellatrix Lestrange care fuge printr-un șemineu în timpul luptei dintre Cap-de-Mort și Albus Dumbledore în timpul careia Cap-de-Mort intră în Harry încercând sa-l posede, dar apar oamenii Ministerului ( Fudge, Percy,etc.) care îl fac să plece lasându-l pe Harry.
Dumbledore îi dezvăluie lui Harry conținutul profeției pierdute, care i-a fost făcută lui de Sybill Trelawney. Aparent, ori Harry, ori Cap-de-mort trebuie să moară, căci niciunul nu poate trăi cât timp celălalt supraviețuiește.